# Dillon (chanteuse)
Pour les articles homonymes, voir Dillon et Byington.
Dominique Dillon de Byington, connue sous son nom de scène Dillon, née le 29 avril 1988, est une auteure-compositrice-interprète et pianiste brésilienne basée en Allemagne,. Son premier album, This Silence Kills (en), sorti en 2011, a été salué par les médias et a reçu une note moyenne de 72 sur Metacritic sur la base de cinq critiques. Le deuxième album de Byington, The Unknown, est sorti le 31 mars 2014 avec des critiques positives.

## Jeunesse et carrière
À l'âge de quatre ans, Byington a déménagé avec sa mère du Brésil à Cologne, en Allemagne. Elle a fréquenté une école anglaise jusqu'à ce qu'elle obtienne son diplôme d'études secondaires en 2007. La même année, elle enregistre sa première chanson, qu'elle publie sur Internet. Son premier single est sorti en janvier 2008 sur le label Kitty-Yo. Par la suite, elle a rejoint un groupe récemment formé appelé Jolly Goods lors de leur première tournée en Allemagne. Depuis 2008, Byington vit à Berlin, en Allemagne.
Bien que les premiers enregistrements de Dillon aient été acclamés par la critique contemporaine, elle a décidé d'aller à l'université pour étudier la photographie avant de se produire en tant que musicienne professionnelle. Le 11 novembre 2011, Dillon sort son premier album, This Silence Kills (en), sur le label techno BPitch Control. L'album a été produit par Tamer Fahri Özgenenc et Thies Mynther. Après la sortie et le succès de l'album, Dillon part en tournée à travers l'Allemagne.
This Silence Kills a recueilli des critiques positives de la plupart des critiques contemporains. Les critiques ont comparé le style de chant et la voix de Byington à ceux d'autres musiciennes telles que Björk et Lykke Li,.
Le deuxième album de Byington, The Unknown, est sorti le 28 mars 2014. Son troisième album, Live at Haus der Berliner Festspiele (en), une performance live incorporant des œuvres de ses premier et deuxième albums, est sorti le 23 septembre 2016.

## Discographie

### Albums
- This Silence Kills (en) (2011)
- The Unknown (2014)
- Live at Haus der Berliner Festspiele (2016)
- Kind (2017)

### Singles et EP
- Ludwig (2008)
- Tip Tapping / Abrupt Clarity Remix (2012)
- Your Flesh Against Mine (2013)
- Lightning Sparked (2014)
- A Matter of Time (2014)
- When Breathing Feels Like Drowning (2019)

### Divers
- C Unseen Sea (2008)